# Coupe d'Angleterre de rugby à XIII 2019
Navigation
Édition précédente Édition suivante
La Coupe d'Angleterre de rugby à XIII 2019 (dite Coral Challenge Cup pour des raisons commerciales) est la 118e édition de la Coupe d'Angleterre, compétition à élimination directe mettant aux prises des clubs de rugby à XIII amateurs et professionnels affiliés à la Rugby Football League. Des clubs anglais, gallois, écossais, un club français et un club serbe y participent donc. La compétition se déroule du 26 janvier 2018 au 24 août 2018. La finale est prévue après neuf tours à élimination directe mettant aux prises les clubs amateurs et professionnels et est programmée le 24 août 2019 au Stade de Wembley de Wembley. Les rencontres sont diffusées en direct au Royaume-Uni sur BBC Sport et Sky Sports. En France, la finale est retransmise en direct sur beIN Sports.

## Huitièmes de finale
Légende : (1) Super League, (2) Championship, (3) League 1.
Les huitièmes de finale se déroulent entre le 10 et le 13 mai 2018.
| 10 mai 2019 | Dewsbury (2) | 6 - 34 (-) | (2) Halifax | Tetley's Stadium, Dewsbury 1 207 spectateurs |
| 10 mai 2019 |              |            |             | Tetley's Stadium, Dewsbury 1 207 spectateurs |
| 10 mai 2019 |              |            |             | Tetley's Stadium, Dewsbury 1 207 spectateurs |

| 10 mai 2019 | Wakefield (1) | 26 - 6 (-) | (2) Widnes | Mobile Rocket Stadium, Wakefield |
| 10 mai 2019 |               |            |            | Mobile Rocket Stadium, Wakefield |
| 10 mai 2019 |               |            |            | Mobile Rocket Stadium, Wakefield |

| 10 mai 2019 | Hull FC (1) | 28 - 12 (20 - 8) | (1) Castleford | KCOM Stadium, Kingston upon Hull 6 230 spectateurs |
| 10 mai 2019 |             |                  |                | KCOM Stadium, Kingston upon Hull 6 230 spectateurs |
| 10 mai 2019 |             |                  |                | KCOM Stadium, Kingston upon Hull 6 230 spectateurs |

| 11 mai 2019 | Salford (1) | 18 - 32 (-) | (1) Hull KR | AJ Bell Stadium, Salford |
| 11 mai 2019 |             |             |             | AJ Bell Stadium, Salford |
| 11 mai 2019 |             |             |             | AJ Bell Stadium, Salford |

| 11 mai 2019 | Dragons Catalans (1)                                                                                                  | 62 - 6 (-) | (3) Doncaster                                  | Stade Gilbert-Brutus, Perpignan |
| 11 mai 2019 | Essai(s) : Wiliame (4), Whitley (2), , Baitieri, Mead (2), Yaha (2), Gigot Transformation(s) : Tomkins (1), Gigot (6) |            | Essai(s) : Bower Transformation(s) : Beharrell | Stade Gilbert-Brutus, Perpignan |
| 11 mai 2019 | |            |                                                | Stade Gilbert-Brutus, Perpignan |

| 11 mai 2019 | Bradford (2)                                                           | 24 - 22 (22 - 14) | (1) Leeds                                                                        | Odsal Stadium, Bradford 10 258 spectateurs Arbitre : Ben Thaler |
| 11 mai 2019 | Essai(s) : Grant, Webster, Hallas, Wood Transformation(s) : Milnes (4) |                   | Essai(s) : Lolohea, McLelland, Newman, Briscoe Transformation(s) : Sutcliffe (3) | Odsal Stadium, Bradford 10 258 spectateurs Arbitre : Ben Thaler |
| 11 mai 2019 |                                                                        |                   |                                                                                  | Odsal Stadium, Bradford 10 258 spectateurs Arbitre : Ben Thaler |

| 12 mai 2019 | Warrington (1) | 26 - 24 (-) | (1) Wigan | Halliwell Jones Stadium, Warrington 7 086 spectateurs Arbitre : James Child |
| 12 mai 2019 |                |             |           | Halliwell Jones Stadium, Warrington 7 086 spectateurs Arbitre : James Child |
| 12 mai 2019 |                |             |           | Halliwell Jones Stadium, Warrington 7 086 spectateurs Arbitre : James Child |

| 12 mai 2019 | Huddersfield (1) | 16 - 22 (-) | (1) St Helens | John Smith's Stadium, Huddersfield Arbitre : Scott Mikalauskus |
| 12 mai 2019 |                  |             |               | John Smith's Stadium, Huddersfield Arbitre : Scott Mikalauskus |
| 12 mai 2019 |                  |             |               | John Smith's Stadium, Huddersfield Arbitre : Scott Mikalauskus |

## Quarts de finale
Légende : (1) Super League, (2) Championship, (3) League 1.
Les quarts de finale se déroulent sur quatre jours entre le 30 mai et le 2 juin 2018.
| 30 mai 2019 | Hull FC (1) | 51 - 8 (12 - 8) | (1) Dragons Catalans                | KCOM Stadium , Hull 4 832 spectateurs Arbitre : Ben Thaler |
| 30 mai 2019 | Essai(s) : Jake Connor (6e), Bureta Faraimo (8e), Sika Manu (47e), Ratu Naulago (53e, 68e), Albert Kelly (61e), Jamie Shaul (70e), Danny Houghton (78e) Transformation(s) : Marc Sneyd (6e, 8e ,47e, 53e, 61e, 68e, 70e et 78e) Drop(s) : Marc Sneyd (66e) |                 | Essai(s) : Lewis Tierney (15e, 21e) | KCOM Stadium , Hull 4 832 spectateurs Arbitre : Ben Thaler |
| 30 mai 2019 | |                 |                                     | KCOM Stadium , Hull 4 832 spectateurs Arbitre : Ben Thaler |

| 31 mai 2019 | Hull KR (1)                                                                              | 22 - 28 | (1) Warrington Wolves                                                                                                 | New Craven Park, Kingston upon Hull 3 311 spectateurs Arbitre : Robert Hicks |
| 31 mai 2019 | Essai(s) : Ben Crooks, Josh Drinkwater (2), Craig Hall Transformation(s) : Ryan Shaw (3) |         | Essai(s) : Jake Mamo, Blake Austin, Tom Lineham, Ben Murdoch-Masila, Ben Currie Transformation(s) : Declan Patton (4) | New Craven Park, Kingston upon Hull 3 311 spectateurs Arbitre : Robert Hicks |
| 31 mai 2019 |                                                                                          |         | | New Craven Park, Kingston upon Hull 3 311 spectateurs Arbitre : Robert Hicks |

| 1er juin 2019 | St Helens RLFC (1) | 48 - 10 (26 - 6) | (1) Wakefield Trinity Wildcats                                            | Totally Wicked Stadium, St Helens 6 453 spectateurs Arbitre : Chris Kendall |
| 1er juin 2019 | Essai(s) : Lachlan Coote, Tommy Makinson, Morgan Knowles, Regan Grace, Zeb Taia, Mark Percival, Jonny Lomax, Kevin Naiqama, Transformation(s) : Lachlan Coote (8) |                  | Essai(s) : Jack Croft, Tyler Randell Transformation(s) : Danny Brough (1) | Totally Wicked Stadium, St Helens 6 453 spectateurs Arbitre : Chris Kendall |
| 1er juin 2019 | |                  |                                                                           | Totally Wicked Stadium, St Helens 6 453 spectateurs Arbitre : Chris Kendall |

| 2 juin 2019 | Bradford Bulls (2)                                                                        | 16 - 20 (6 - 0) | (2) Halifax RLFC                                                                            | Totally Wicked Stadium, St Helens 6 591 spectateurs Arbitre : Scott Mikalauskus |
| 2 juin 2019 | Essai(s) : Rowan Milnes, Jake Webster, Matty Wildie Transformation(s) : Jordan Lilley (2) |                 | Essai(s) : Steve Tyrer, Scott Grix, James Woodburn-Hall Transformation(s) : Steve Tyrer (4) | Totally Wicked Stadium, St Helens 6 591 spectateurs Arbitre : Scott Mikalauskus |
| 2 juin 2019 |                                                                                           |                 |                                                                                             | Totally Wicked Stadium, St Helens 6 591 spectateurs Arbitre : Scott Mikalauskus |

## Demi-finales
Légende : (1) Super League.
Les demi-finales se déroulent dans le même stade, à savoir l'University of Bolton Stadium dans le district métropolitain de Bolton le 27 juillet 2019.
| 27 juillet 2019 14:00 | Warrington Wolves (1)                                                                                  | 22 - 14 (10 - 8) | (1) Hull FC                                                                | University of Bolton Stadium, Bolton 24 364 spectateurs Arbitre : Robert Hicks |
| 27 juillet 2019 14:00 | Essai(s) : Bryson Goodwin, Ben Currie, Toby King, Joe Philbin Transformation(s) : Stefan Ratchford (3) |                  | Essai(s) : Bureta Faraimo, Scott Taylor Transformation(s) : Marc Sneyd (3) | University of Bolton Stadium, Bolton 24 364 spectateurs Arbitre : Robert Hicks |
| 27 juillet 2019 14:00 | |                  |                                                                            | University of Bolton Stadium, Bolton 24 364 spectateurs Arbitre : Robert Hicks |

| 27 juillet 2019 16:30 | St Helens RLFC (1)                                                                                         | 26 - 2 | (2) Halifax RLFC              | University of Bolton Stadium, Bolton 24 364 spectateurs Arbitre : C. Kendall |
| 27 juillet 2019 16:30 | Essai(s) : James Roby, Dominique Peyroux, Jonny Lomax, Theo Fages Transformation(s) : Danny Richardson (5) |        | Pénalité(s) : Steve Tyrer (1) | University of Bolton Stadium, Bolton 24 364 spectateurs Arbitre : C. Kendall |
| 27 juillet 2019 16:30 | |        |                               | University of Bolton Stadium, Bolton 24 364 spectateurs Arbitre : C. Kendall |

## Finale (24 août 2019)
(mt : 12 - 0)
Homme du match :  Daryl Clark
Points marqués :
- Warrington : 3 essais de Joe Philbin, Ben Murdoch-Masila et Daryl Clark ; 3 transformations de Stefan Ratchford (2) et Declan Patton.
- St Helens : 1 essai de Théo Fages

Évolution du score :
Arbitre :  Rob Hicks
Spectateurs : 62 717
Composition des équipes :
- Warrington: Stefan Ratchford - Tom Lineham, Toby King, Bryson Goodwin, Josh Charnley - Ben Currie, Declan Patton - Ben Murdoch-Masila, Jason Clark, Jack Hughes, Mike Cooper, Chris Hill (c), Daryl Clark - Joe Philbin, Sitaleki Akauola, Jake Mamo, Matt Davis - Entraîneur : Steve Price
- St Helens : Lachlan Coote - Tommy Makinson, Kevin Naiqama, Mark Percival, Regan Grace - Jonny Lomax, Theo Fages - Alex Walmsley, James Roby, Luke Thompson, Zeb Taia, Dominique Peyroux, Morgan Knowles - Louie McCarthy-Scarsbrook, Kyle Amor, Jack Ashworth, Joseph Paulo - Entraîneur : Justin Holbrook

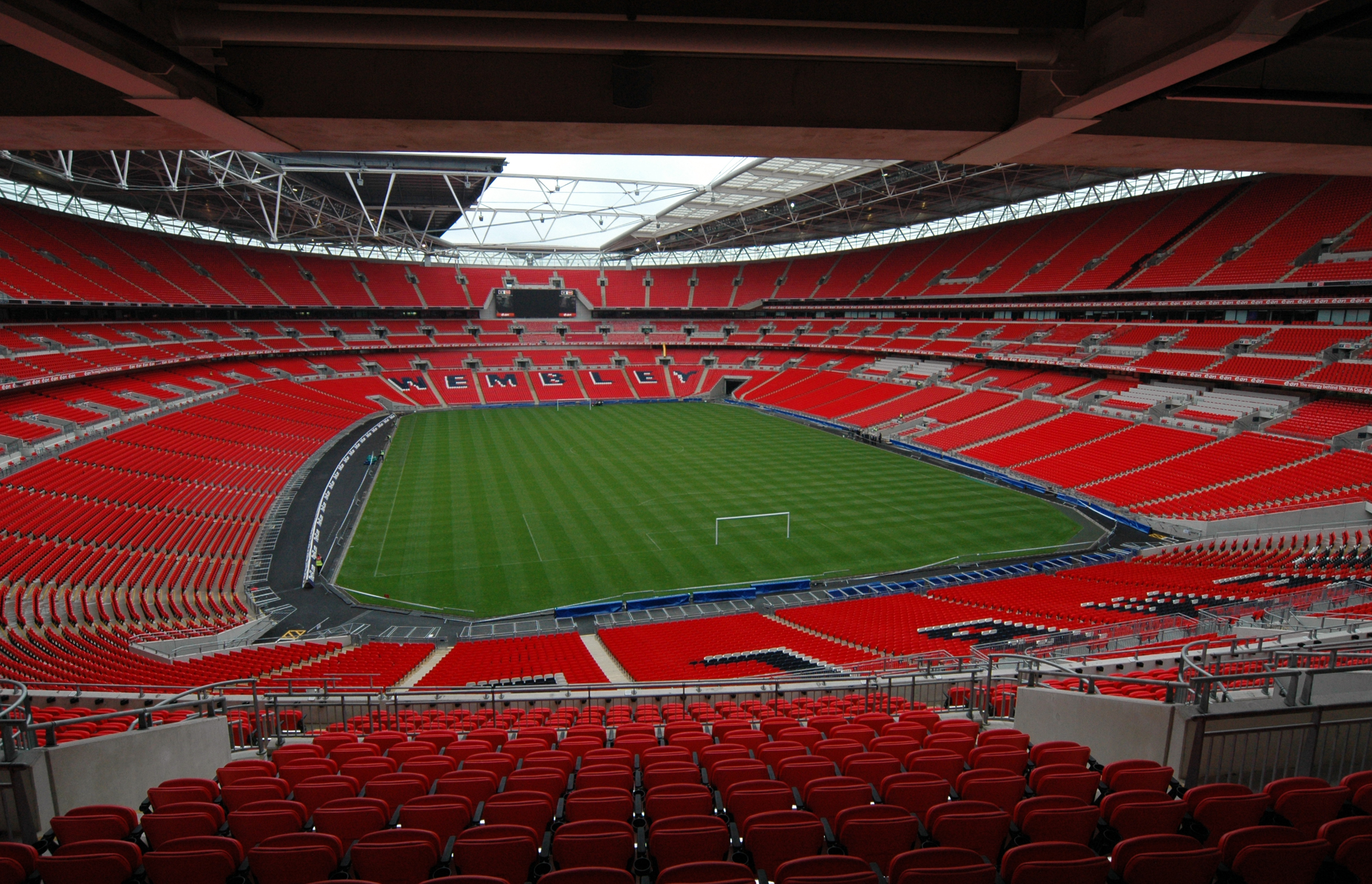
Le stade de Wembley, lieu de la finale entre les Wolves de Warrington et St Helens RLFC.